# Sanções contra a Bielorrússia
As sanções contra a Bielorrússia são um conjunto de medidas de sanções internacionais tomadas pela União Europeia, por países europeus de forma independente e também pelos Estados Unidos contra a Bielorrússia, principalmente para se opor aos abusos dos direitos humanos e ao caráter antidemocrático do governo bielorrusso.

## Contexto

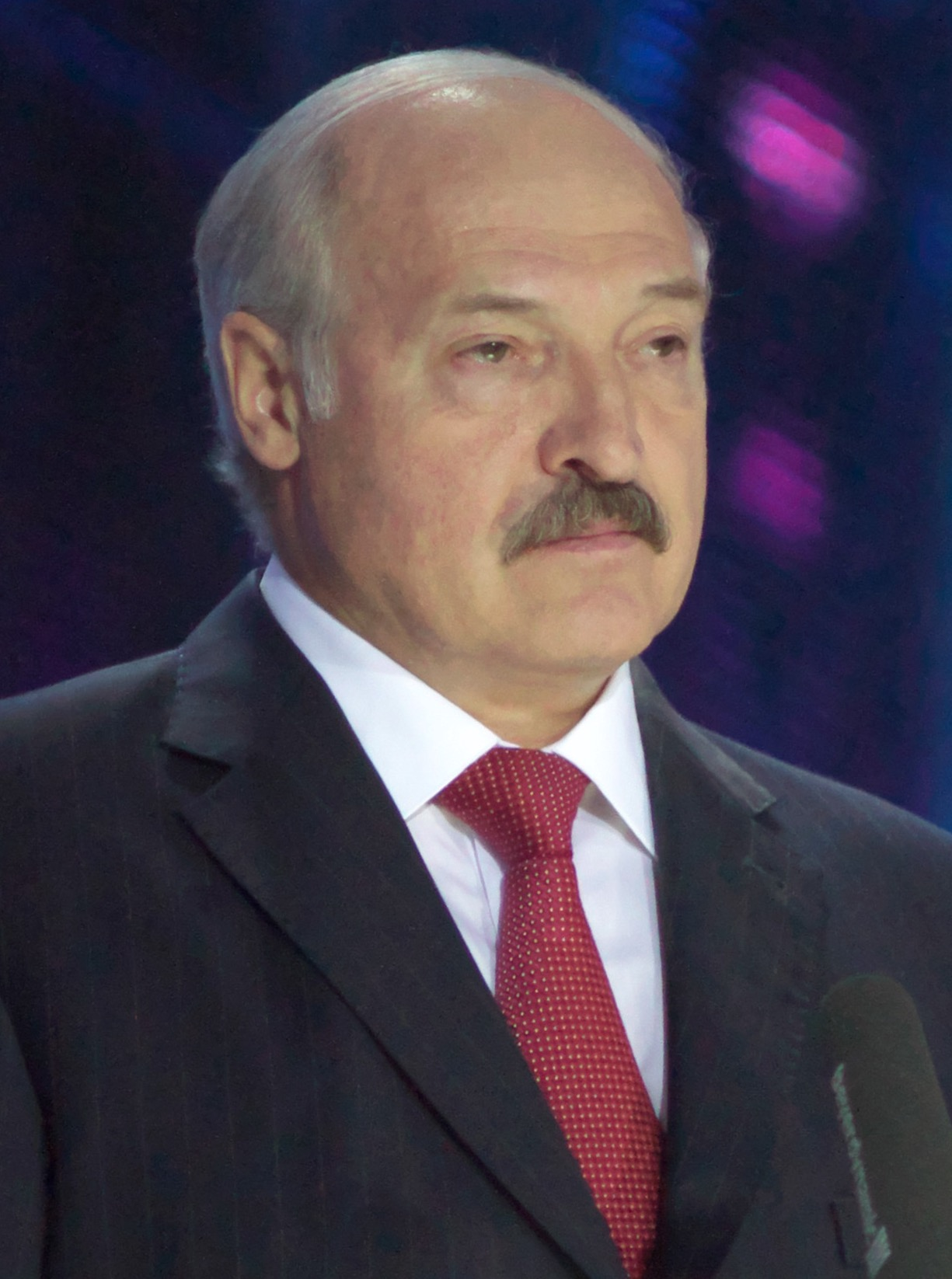
Alexander Lukashenko, Presidente da Bielorrússia desde 1994.

Desde a década de 1990, a Bielorrússia tem sido ativamente criticada pelos Estados Unidos, pela União Europeia, pela OSCE e pelas Nações Unidas por violações dos direitos humanos e fraude eleitoral. Várias autoridades bielorrussas, empresários com ligações com o regime do presidente Alexander Lukashenko e suas empresas foram sujeitos a várias sanções envolvendo congelamento de ativos e proibição de viagens.

## Histórico
Em 2006, os Estados Unidos implementaram sanções contra nove empresas públicas bielorrussas, sanções que seriam suspensas em 2015. Em 2008, o embaixador dos Estados Unidos na Bielorrússia foi expulso pelo país, uma vez que os os embaixadores estadunidenses não poderiam viajar para a Bielorrússia e a embaixada era administrada no local por um simples diretor.
Após as contestadas eleições presidenciais de 2020, vários países ocidentais anunciaram sanções contra as autoridades bielorrussas. A Letônia foi o primeiro país a fazê-lo em 31 de agosto, logo seguida pela Lituânia e pela Estônia. A lista incluía o presidente Lukashenko e todos os membros do Comitê Eleitoral Central, bem como outros oficiais de alto escalão e comandantes das forças de segurança. 
Os Estados Bálticos foram posteriormente seguidos pelo Canadá, pelo Reino Unido, pelos Estados Unidos, pela União Europeia  e a Suíça que sancionaram diversas autoridades bielorrussas "por seus papéis na eleição presidencial fraudulenta de 9 de agosto de 2020 na Bielorrússia ou na subsequente repressão violenta a manifestantes pacíficos"  ou sob motivações semelhantes.
Em maio de 2021, a Bielorrússia força um avião, que sobrevoava seu espaço aéreo, a pousar sob o pretexto de uma ameaça de bomba, a fim de prender e deter o opositor político Raman Pratasevich e sua namorada, Sofia Sapega. Na sequência desta ação, vários países europeus e, em seguida, a União Europeia proibiram o seu espaço aéreo a qualquer aeronave bielorrussa. Ao mesmo tempo, uma série de projetos de investimento da ordem de 3 bilhões de euros financiados pela União Europeia na Bielorrússia foram congelados.
Em junho de 2021, o restabelecimento das sanções contra a Bielorrússia decididas pelos Estados Unidos em abril de 2021 como resultado da repressão do regime bielorrusso passa a ter efeito visando nove empresas públicas. Em resposta, a Bielorrússia reduz a presença diplomática estadunidense em seu território, além de tornar mais complexa a emissão de vistos para cidadãos norte-americanos.
No mesmo mês, a União Europeia anuncia a implementação de sanções de proibição de viagens na União Europeia e o congelamento de seus bens colocados na União Europeia contra 78 personalidades bielorrussas, bem como sete estruturas.
Em agosto de 2021, os Estados Unidos anunciaram novas sanções contra a Bielorrússia, seguidos pelo Canadá e pelo Reino Unido. Assim, o Comité Olímpico Nacional da República da Bielorrússia é visado após a tentativa de forçar Krystsina Tsimanouskaya a regressar à Bielorrússia. Várias empresas também estão sujeitas a sanções, como a empresa de fertilizantes Belaruskali [en] ou o banco Absolutbank [be-tarask].